# Intersport Heilbronn Open 1992
L'Intersport Heilbronn Open 1992 è stato un torneo di tennis facente parte della categoria ATP Challenger Series nell'ambito dell'ATP Challenger Series 1992. Il montepremi del torneo era di $75.000+H ed esso si è svolto nella settimana tra il 20 gennaio e il 26 gennaio 1992 su campi in sintetico. Il torneo si è giocato nella città di Heilbronn in Germania.

## Vincitori

### Singolare
Karsten Braasch ha sconfitto in finale  Markus Naewie con il punteggio di 6–7, 6–2, 6–2

### Doppio
Doug Eisenman /  Bent-Ove Pedersen hanno sconfitto in finale  Sander Groen /  Tomas Nydahl con il punteggio di 6–1, 6–3